# Manfred Steiner (Fußballspieler)
Manfred Steiner (* 3. Jänner 1950; † 21. Oktober 2020) war ein österreichischer Fußballspieler auf der Position eines Abwehrspielers. Sein letzter Verein war der SK Sturm Graz, bei dem er fast seine gesamte Laufbahn verbrachte.

## Karriere
Steiner spielte vorerst beim SVU Murau und später beim SC Bruck. Ins Blickfeld rückte er, als er nach Kapfenberg zur dort in der Regionalliga mitwirkenden Sportvereinigung wechselte. 1972 erhielt er vom Bundesligisten SK Sturm Graz ein Angebot, welches er auch annahm. Somit zog er in die steirische Landeshauptstadt Graz und spielte ab der Saison 1972/73 bis 1984 ununterbrochen für die Blackies, ehe er im Herbst 1984 seinen Rücktritt vom aktiven Profifußball bekanntgab. Steiner absolvierte für die Grazer 245 Spiele und erzielte dabei neun Treffer. Weiters feierte er große Erfolge mit dem schwarz-weißen Traditionsklub, wie z. B. 1976 mit dem Erreichen des Viertelfinales des Europapokals und 1984 mit dem Erreichen des Viertelfinales des UEFA-Pokals. Außerdem war Steiner einmal österreichischer Vizemeister in der Saison 1980/81 sowie einmal österreichischer Cupfinalist 1975.
Am 21. Oktober 2020 starb Steiner nach schwerer Krankheit im Alter von 70 Jahren.

### International
Steiner absolvierte im Jahre 1975 zwei Spiele für die österreichische Fußballnationalmannschaft, jeweils in der Europameisterschafts-Qualifikation am 24. September bei der 1:2-Niederlage gegen Ungarn in Budapest (er ersetzte ab der Pause Herbert Prohaska) und am 19. November beim 0:1 gegen Wales in Wrexham.

## Erfolge
- 2× Viertelfinale Europapokal: 1976 (EC), 1984 (UC)
- 1× Österreichischer Vizemeister: 1980/81
- 1× Österreichischer Cupfinalist: 1975